# Gabriele Zimmer
Gabriele Zimmer (Berlin, 1955. május 7. –) német politikus és nyelvi közvetítő. 2004 óta tagja az Európai Parlamentnek.